# Cléo de Mérode
Cléopâtre-Diane de Mérode, llamada artísticamente Cléo de Mérode (París, 27 de septiembre de 1875 — ibidem, 17 de octubre de 1966) fue una bailarina francesa.

## Biografía
Formada en el Ballet de la Ópera de París, emprende la carrera de bailarina, por su cuenta en 1898, en toda Europa hasta 1934. Estrella del cabaré Folies Bergère de París.
Elegida Reina de la Belleza en las fotografías presentadas a los lectores del diario L'Illustration en 1896 entre 131 celebridades, entre ellas Sarah Bernhardt. Acrecentó su notoriedad con un toque de escándalo, el hecho de la exposición de la escultura La Danseuse de Alexandre Falguière en el Salón de artistas franceses. Este desnudo en mármol blanco de mayor tamaño que el natural, para el que ella defiende no haber posado, «tan sólo para la cabeza», fue tallado a partir de un modelo en yeso, que pudiera, de forma dudosa, haber sido modelado a partir de un molde de su cuerpo.

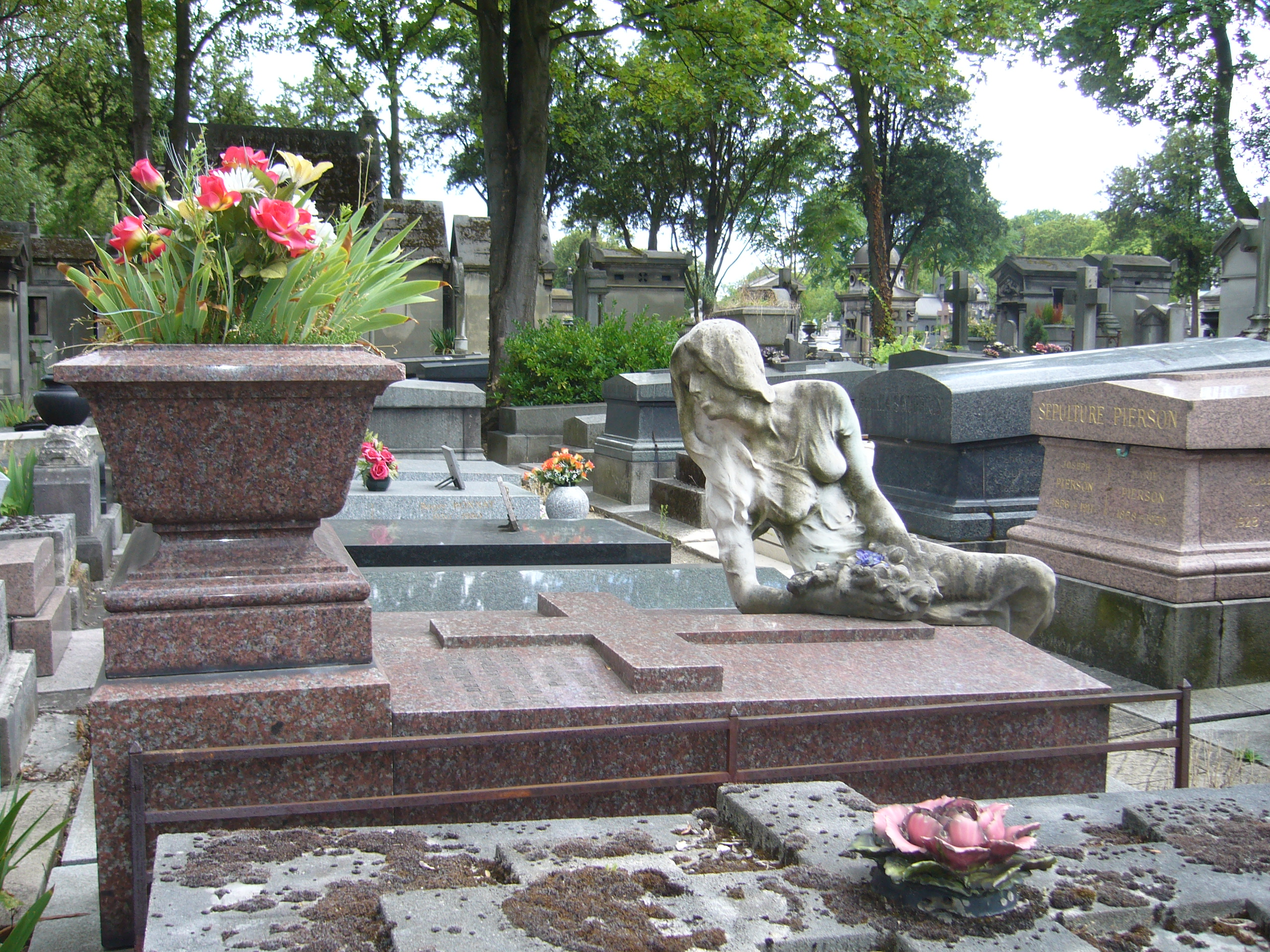
Su tumba en el Pere Lachaise, con la escultura de Luis de Périnat

Su belleza sigue siendo legendaria, así como sus admiradores, entre ellos el rey Leopoldo II de Bélgica, aventura que relata en sus memorias. Posó para el escultor Alexandre Falguière, para los pintores Manuel Benedito, Giovanni Boldini, Edgar Degas, Henri de Toulouse-Lautrec, y para los fotógrafos Paul Nadar y Léopold-Émile Reutlinger.
Fallecida en París, en su domicilio de la rue de Téhéran, fue enterrada en el cementerio del Père-Lachaise (90 división), donde reposa al lado de su madre, Vicentia Marie Cécilia de Mérode. Una estatua de Cléo de Mérode, realizada por Luis de Périnat, quien fuera su amante de 1906 a 1919, adorna la tumba.